# Ustępny
Ustępny – potok w Gorcach, prawy dopływ Kamienickiego Potoku. Nazwa pochodzi od polany Ustępne. Wypływa na wysokości ok. 1160 m, w zachodnich stokach Gorca i spływa w zachodnim kierunku, uchodząc do Potoku Kamienickiego przy polanie Papieżówka. Płynie w całkowicie porośniętych lasem i stromych stokach Gorca. Zasila go też wiele bocznych potoków. Cała jego zlewnia to niedostępne turystycznie tereny Gorczańskiego Parku Narodowego.
Cała zlewnia potoku Ustępny znajduje się w granicach wsi Szczawa i Zasadne w województwie małopolskim, w powiecie limanowski, w gminie Szczawa.

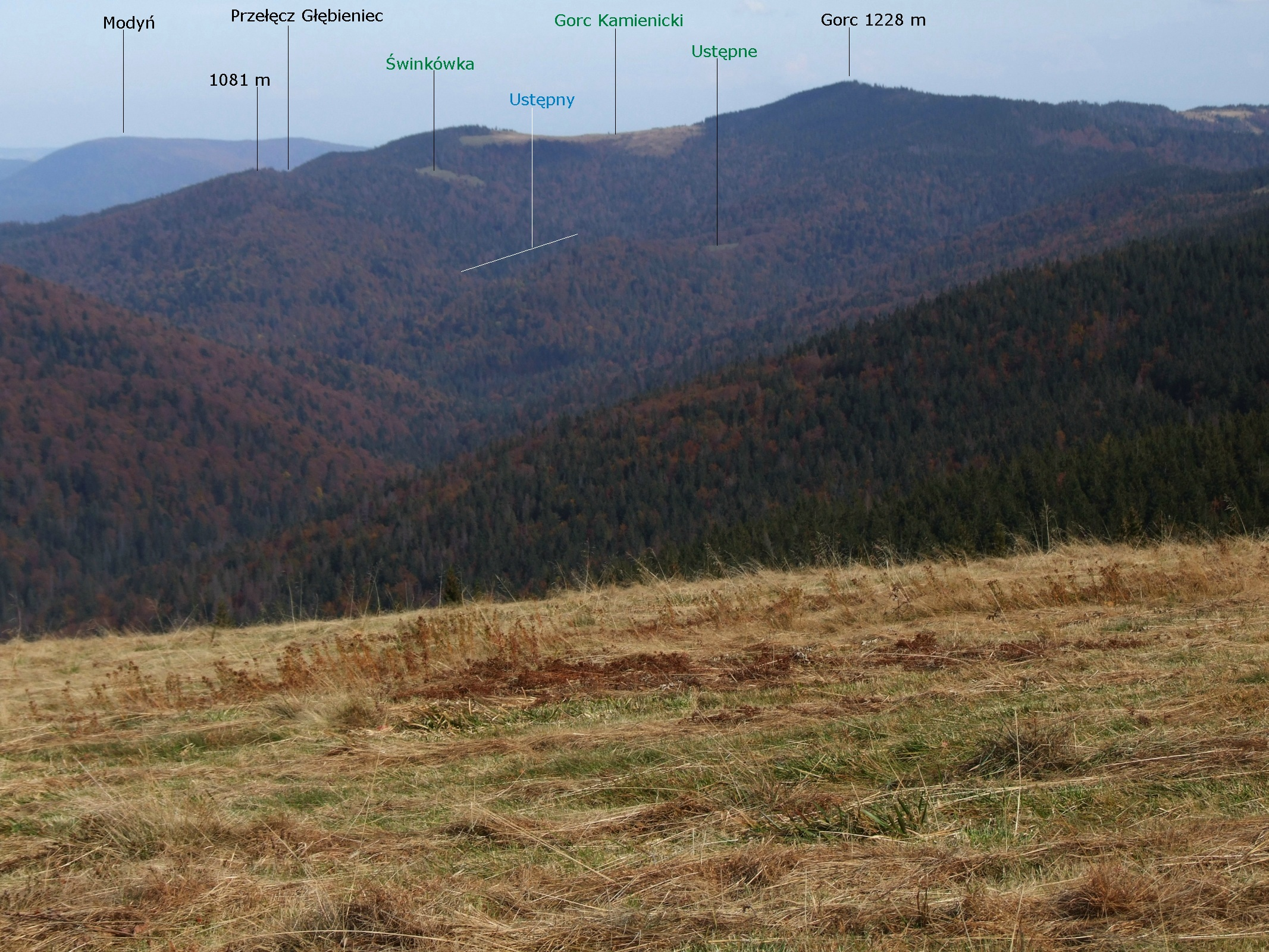
Widok z Jaworzyny Kamienickiej na Gorc i dolinę Kamienickiego Potoku